# Illa Hawkins
Hawkins és una illa que es troba al nord del golf d'Alaska, a l'estat d'Alaska, Estats Units. Es troba a l'oest de la ciutat de Cordova, entre aquesta ciutat i l'illa de Hinchinbrook. L'estret del Príncep Guillem es troba al nord de l'illa, mentre l'Orca Inlet i el cos principal del golf d'Alaska es troben al sud. L'illa Hawkins fa uns 36 km de llargada per 6 a 8 d'amplada i té una superfície de 176,388 km² i la seva alçada màxima és de 360 msnm. La seva població era de quatre persones segons el cens de 2000. Es troba dins del bosc nacional de Chugach.